# Contea di Sa'Ole
La contea di Sa'Ole, in inglese Sa'Ole county, è una delle quattordici suddivisioni amministrative di secondo livello, delle Samoa Americane. L'ente fa parte del Distretto orientale, ha una superficie di 5,79 km² e 1.768 abitanti.

## Geografia fisica
Sa'Ole comprende parte dell'estremità orientale dell'isola Tutuila tra la  baia di Faga'itua e il  capo Matatula. Ne fa parte anche l'isola  Aunu'u.

### Riserve naturali
- Aunu'u island national natural landmark

### Contee confinanti
- Contea di Sua (Distretto orientale) -  nord-ovest
- Contea di Vaifanua (Distretto orientale) -  nord-est

### Principali strade
- American Samoa Highway 001, collega 'Aoa a Amouli.
- American Samoa Highway 005, collega Faga'itua a Onenoa.

## Villaggi
La contea comprende 6 villaggi:
- Alofau
- Amouli
- 'Au'asi
- Aunu'u
- Pagai
- Utumea East